# Anomalon laticeps
Anomalon laticeps är en stekelart som beskrevs av Rudow 1883. Anomalon laticeps ingår i släktet Anomalon och familjen brokparasitsteklar. Inga underarter finns listade i Catalogue of Life.